# 시바하라 마코토
시바하라 마코토(일본어: 柴原 誠, 1992년 4월 23일 ~ )는 일본의 전 축구 선수이다.

## 구단 경력
과거 시미즈 에스펄스, FC 기후, 후쿠시마 유나이티드 FC에서 활동하였다.